# Cotonifício Rodolfo Crespi

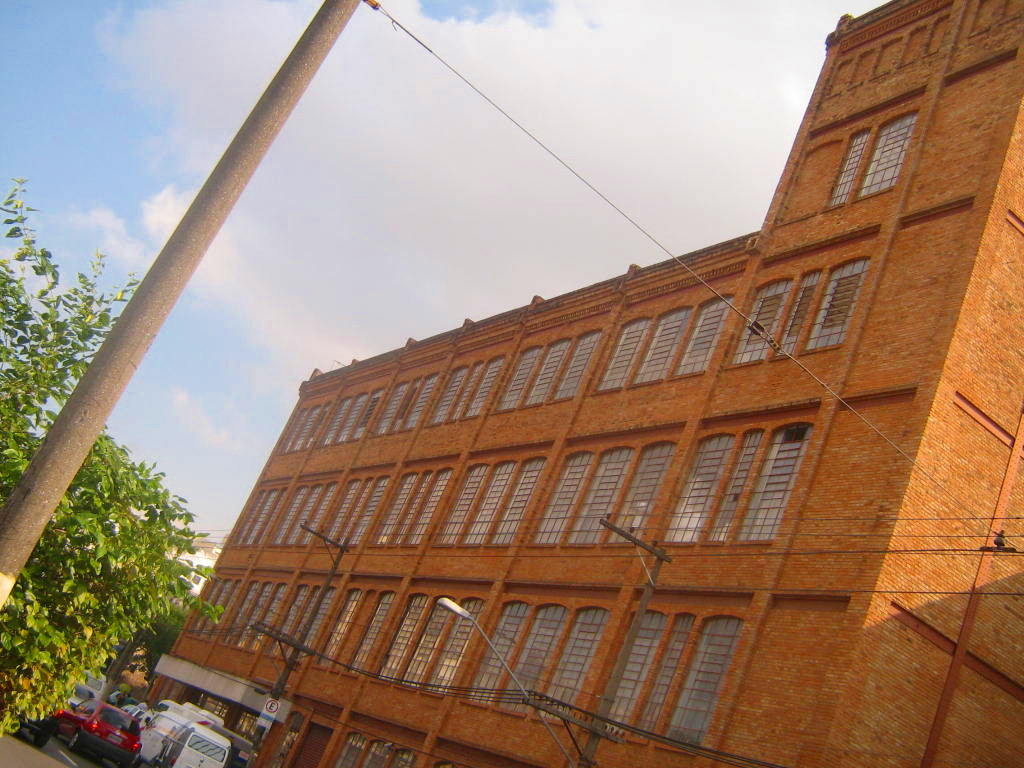
Vista do Cotonifício Rodolfo Crespi

O Cotonifício Rodolfo Crespi foi uma indústria têxtil inaugurada localizada no município de São Paulo, no bairro da Mooca. Foi inaugurado em 1897 pelos sócios Rodolfo Crespi e Pietro Regoli sob o nome de Regoli, Crespi & Cia., e desativado em 1963. Até 2021, o imóvel estava alugado para o  Grupo Pão de Açúcar; atualmente, ele abriga uma unidade do Assaí Atacadista. A empresa foi renomeada para Cotonifício Rodolfo Crespi — nome que carregou até o encerramento de suas atividades — em 1904, quando Pietro Regoli deixou a sociedade e Rodolfo Crespi se tornou o único dono.
Durante seu funcionamento, o Cotonifício Crespi foi cenário de momentos importantes da história do Brasil. Em 1917, uma paralisação de trabalhadores do Cotonifício deu origem à greve geral de 1917. Sete anos depois, a fábrica foi alvo de bombardeios durante a Revolta Paulista de 1924 e teve de paralisar suas atividades. O Cotonifício também produziu roupas para os soldados paulistas na Revolução Constitucionalista de 1932 e para soldados italianos durante a Segunda Guerra Mundial.
Em 1924, uma colaboração entre funcionários e a empresa possibilitou a fundação do Cotonifício Rodolfo Crespi F.C., time de várzea formado por trabalhadores do Cotonifício que viria a se chamar Clube Atlético Juventus a partir de 1930.

## História
O Cotonifício Rodolfo Crespi foi fundado em 1897 sob o nome Regoli, Crespi & Cia.. A princípio, a empresa era uma sociedade entre Rodolfo Crespi e seu sogro, Pietro Regoli, dono da tecelagem em que Rodolfo Crespi trabalhou ao chegar ao Brasil em 1890. Em 1904, Pietro Regoli se retirou da sociedade, deixando seu genro como o único dono da empresa, que seria renomeada para Cotonifício Rodolfo Crespi, nome que manteve até sua desativação em 1963.

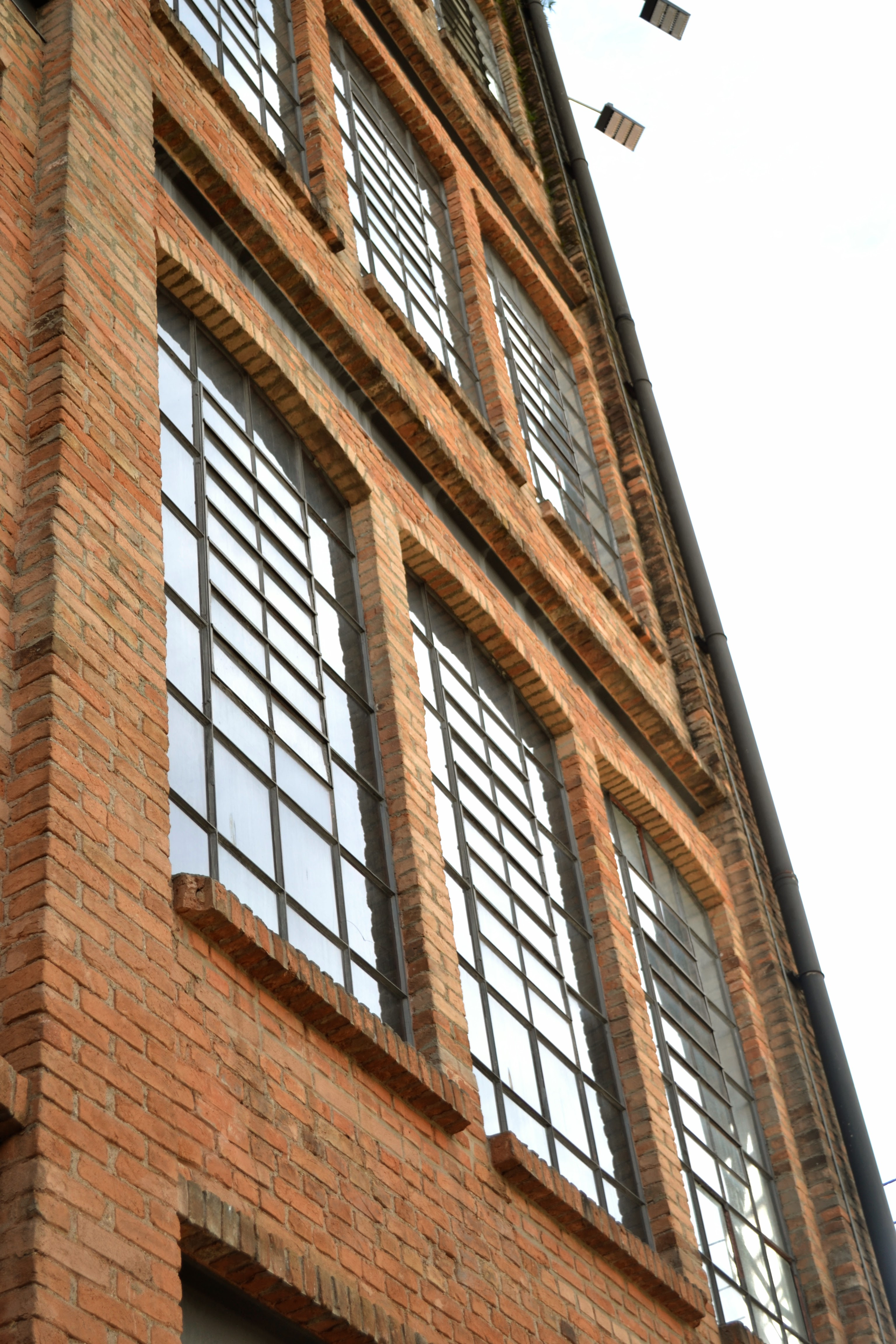
Fachada do cotonifício

Já com o novo nome e único dono, o Cotonifício se expandiu tanto no âmbito geográfico quanto no âmbito comercial. Aberta com área de poucas centenas de metros quadrados, a empresa ocupou todo o quarteirão cercado pelas ruas dos Trilhos, Taquari, Javari e Visconde de Laguna, chegando a ocupar área de 250.000 metros quadrados, e se instalou em um prédio de quatro andares de arquitetura ao estilo inglês na esquina das ruas Taquari e Javari, cercado por construções menores que abrigavam diferentes setores da indústria. Além disso, o capital da empresa também crescia. Depois de ser fundado com capital de 100 contos de réis em 1897, a empresa contava com capital de quatro mil contos de réis em 1911 e seis mil contos de réis em 1912.
O crescimento do Cotonifício trazia consigo a necessidade de ampliar o número de funcionários. Tal necessidade foi suprida, principalmente, por imigrantes europeus que chegavam ao Brasil devido à política migratória do governo brasileiro. A empresa, inclusive, tinha facilidade para conseguir mão de obra de imigrantes. Além da proximidade com a Hospedaria de Imigrantes de São Paulo, onde eram instalados os imigrantes europeus que desembarcavam em Santos, o Cotonifício oferecia aos trabalhadores benefícios raros à época, como assistência médica e alojamento a preços acessíveis, além de uma creche para os filhos de operários e um campo de futebol, onde em 1924 seria fundado o Cotonifício Rodolfo Crespi Futebol Clube, rebatizado em 1930 como Clube Atlético Juventus.
No entanto, a relação de benefícios trazia consequências aos trabalhadores. Os funcionários alojados na Vila Visconde de Laguna, atualmente a Travessa Conde Rodolfo Crespi, eram tidos como imprescindíveis para a empresa. Tais funcionários permaneciam condição de plantão permanente e seus serviços poderiam ser requisitados a qualquer momento do dia fora da jornada de trabalho, inclusive à noite. Isso se devia à ausência de leis trabalhistas que regulamentassem a jornada de trabalho, que colocava o trabalhador em posição de desfavorecimento perante o empregador.
As desavenças entre o comando do Cotonifício e os trabalhadores tornaram-se insustentáveis em junho de 1917 e culminaram na paralisação de cerca de 400 operários da fábrica, em sua maioria mulheres. As reivindicações dos grevistas, principalmente aumento salarial e fim da extensão do turno noturno, não foram atendidas pela empresa, que ameaçou demitir funcionários. No entanto, os grevistas não recuaram e o movimento se alastrou pela região da Mooca e do Brás ao chegar a outras indústrias. O movimento iniciado no Crespi culminou na Greve geral de 1917, que se expandiu não somente pelo estado de São Paulo, mas por todo o Brasil.
O Cotonifício Rodolfo Crespi também foi cenário de outro momento marcante na história do Brasil. Em 1924, durante a Revolta Paulista, bairros majoritariamente operários e pontos de resistência paulista como a Mooca, o Brás e o Belém foram alvos de bombardeios dos legalistas, leais ao presidente Arthur Bernardes. Em um destes bombardeios, o Cotonifício Crespi acabou incendiado e pegou fogo durante três dias. Com a situação, o Cotonifício se viu obrigado a paralisar suas atividades e, inclusive, esteve perto de fechar.
Apesar dos problemas enfrentados em 1924, o Cotonifício se manteve ativo e foi importante em outro movimento armado. Durante a Revolução Constitucionalista de 1932, a fábrica produziu roupas para os soldados paulistas, que acabaram derrotados pelo Governo Provisório. Anos depois, durante a Segunda Guerra Mundial (1939 a 1945), o Cotonifício Rodolfo Crespi fabricou vestimentos para soldados italianos. A essa altura, Conde Rodolfo Crespi havia falecido. O fundador o Cotonifício morreu em de janeiro de 1939, aos 64 anos.
O Cotonifício se manteve em atividade por mais 24 anos após a morte de Rodolfo Crespi. A fábrica, no entanto, começou a dar sinais de enfraquecimento. Na década de 1950, a empresa se recusou a modernizar os equipamentos da produção, obsoletos para a época. As dificuldades se agravaram até que, em 1963, o Cotonifício Rodolfo Crespi pediu concordata e encerrou suas atividades.
Após o fechamento da fábrica, as instalações do Cotonifício foram alugadas para pequenas oficinas e para um estacionamento. No final da década de 1990, Fernando Crespi, herdeiro das instalações do Cotonifício, desalojou os negócios instalados no prédio para dar lugar a um shopping. No entanto, o projeto não se realizou pela não adequação à Lei de Zoneamento da cidade de São Paulo.
Em 2003, o Grupo Pão de Açúcar alugou o imóvel para a instalação de um hipermercado da rede Extra. O projeto original previa a demolição quase total do prédio, mas sua execução foi impedida por um movimento liderado pela jornalista Elizabeth Florido, militante preservacionista contrária à descaracterização do patrimônio histórico do bairro da Mooca. Com a ação do movimento, a demolição foi interditada pelo Ministério Público por solicitação Departamento do Patrimônio Histórico da prefeitura de São Paulo. O projeto, então, foi convertido na restauração do prédio, que resultou na manutenção da fachada, porém na demolição de certos pontos do imóvel sob justificativa de que o prédio estava condenado. Em 2005 o hipermercado foi inaugurado e funcionou até a venda do ponto para o Assaí Atacadista em 2021, que inaugurou um novo hipermercado no mesmo local em 2023.

## Greve geral de 1917
O Cotonifício Rodolfo Crespi foi o palco dos primeiros passos da greve geral de 1917, a primeira de tais proporções no Brasil. No dia 8 de junho daquele ano, cerca de 400 operários da fábrica, em sua maioria mulheres, paralisaram suas atividades com uma série de reivindicações, sendo as principais o aumento salarial entre 15% e 20% e a não extensão do turno noturno de trabalho, imposto pela empresa para aumentar a produção. No entanto, a direção do Cotonifício não cedeu à pressão dos funcionários e ameaçou demitir todos os funcionários se não retornassem ao trabalho.
Apesar das ameaças da empresa, os trabalhadores não recuaram da paralisação. Pelo contrário. Por meio da Liga Operária da Mooca, a greve no Cotonifício se alastrou por outras fábricas de tecidos e móveis da região, como a Fábrica Ipiranga, também de tecidos, até que, no dia 7 de julho, foi instaurada uma greve na Companhia Antarctica Paulista, de bebidas. A essa altura, a diretoria do Crespi já havia pedido às autoridades reforço policial para a repressão à paralisação na fábrica, que tinha quase um mês completo de duração.
A greve tomou proporções jamais vistas no Brasil a partir do dia 11 de julho. Na data, foi sepultado o corpo do militante anarquista espanhol José Gimenez Martinez, morto em confronto com a polícia durante protesto, confrontos, estes, cada vez mais comuns conforme a greve avançava. O cortejo fúnebre de Martinez reuniu mais de 10.000 pessoas e foi interrompido por protestos referentes à greve e confrontos entre manifestantes e policiais. A essa altura, a greve contava com a adesão de cerca de 15.000 pessoas, 9.500 destas em greve de reivindicação e o restante em greve de solidariedade. Os grevistas de reivindicação estavam concentrados, principalmente, em grandes estabelecimentos na região da Mooca e do Brás, como o Crespi, a Antarctica e a Fábrica Mariângela de Matarazzo.
Após a grande movimentação no sepultamento de José Martinez, começaram as negociações entre grevistas e empresários de São Paulo. Após cinco dias de reuniões mediadas pelos diretores dos principais jornais paulistas da época, organizações trabalhistas, autoridades e empresários decidiram pelo fim da greve em 16 de julho. Durante as negociações, que se estenderam entre os dias 14 e 16 daquele mês, os empresários concordaram em conceder aumento de 20% nos salários dos funcionários, reconhecer o direito de reunião dos trabalhadores, não demitir os operários grevistas e readmitir os já demitidos. Já as autoridades concordaram em libertar manifestantes presos durante a greve.

## Clube Atlético Juventus
Um dos benefícios do Cotonifício Rodolfo Crespi aos funcionários era um terreno à disposição para jogos de futebol. Em 1924, dois tradicionais times de várzea formados por empregados da fábrica — o Extra São Paulo F.C. e o Cavalheiro Crespi F.C. — se fundiram para criar o Cotonifício Rodolfo Crespi F.C., cujo nome homenageava a empresa. Em 1930, o clube seria rebatizado como Clube Atlético Juventus, nome que carrega até hoje.
Em 1925, o terreno em que os funcionários jogavam futebol foi oficialmente cedido pela empresa para se tornar, de fato, um campo de futebol, permitindo melhores condições para a prática do esporte. Antes, o espaço era utilizado como cocheira de cavalos, pelos quais Rodolfo Crespi era apaixonado. O campo foi reformado e, no dia 10 de novembro de 1929, foi oficialmente inaugurado o Estádio Conde Rodolfo Crespi em partida entre Cotonifício Rodolfo Crespi F.C. e Roma-SP. O Estádio Conde Rodolfo Crespi foi comprado pelo Juventus junto à família Crespi em 1967 e, até hoje, é o local onde o clube manda seus jogos. O estádio é conhecido também como Rua Javari devido a seu endereço — Rua Javari nº 117.
Por sua contribuição na fundação e no estabelecimento do Clube Atlético Juventus, Rodolfo Crespi é considerado o presidente honorário perpétuo do clube.

## Galeria

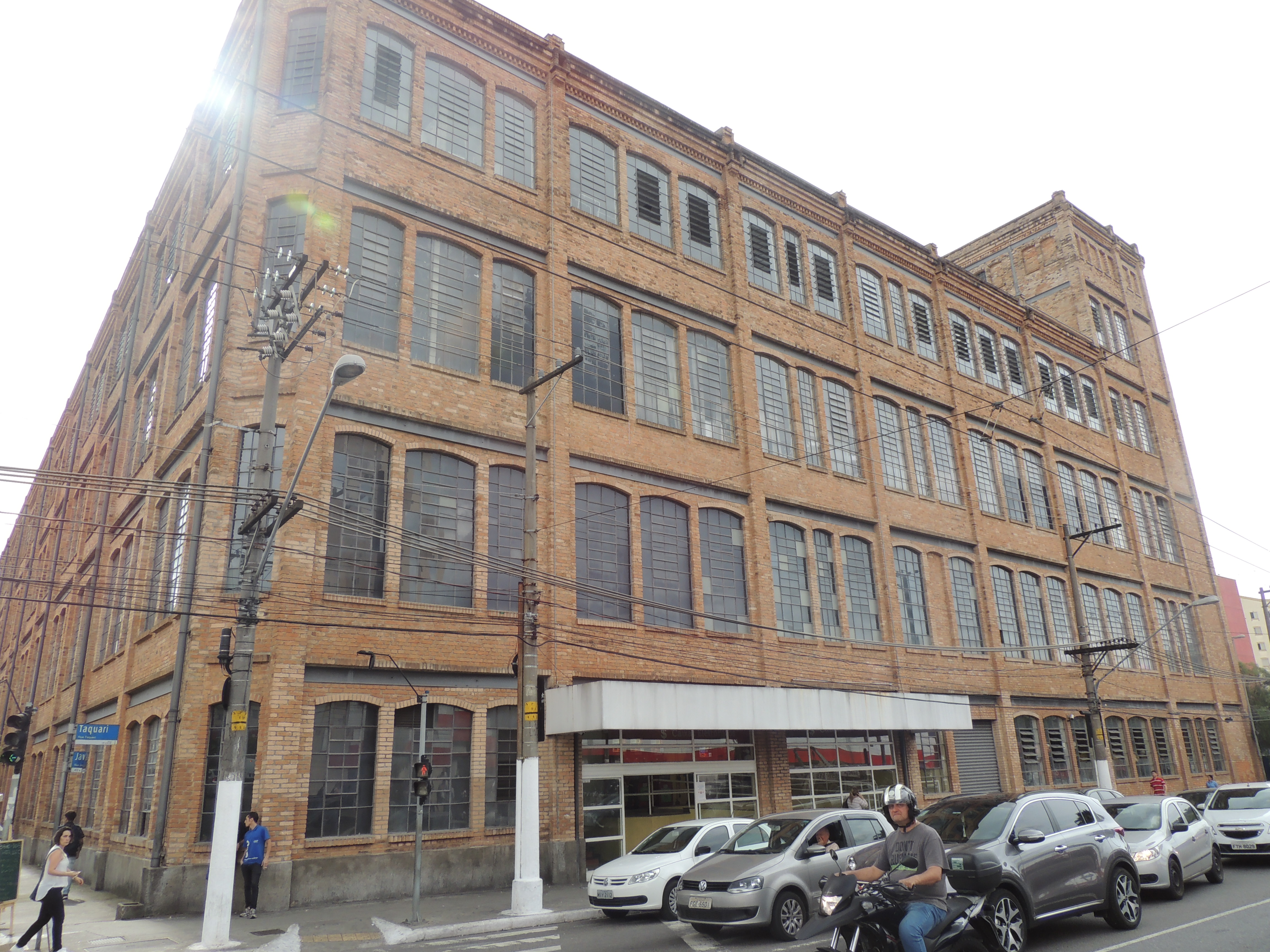
Face leste do prédio do Cotonifício Rodolfo Crespi, em São Paulo (SP), Brasil
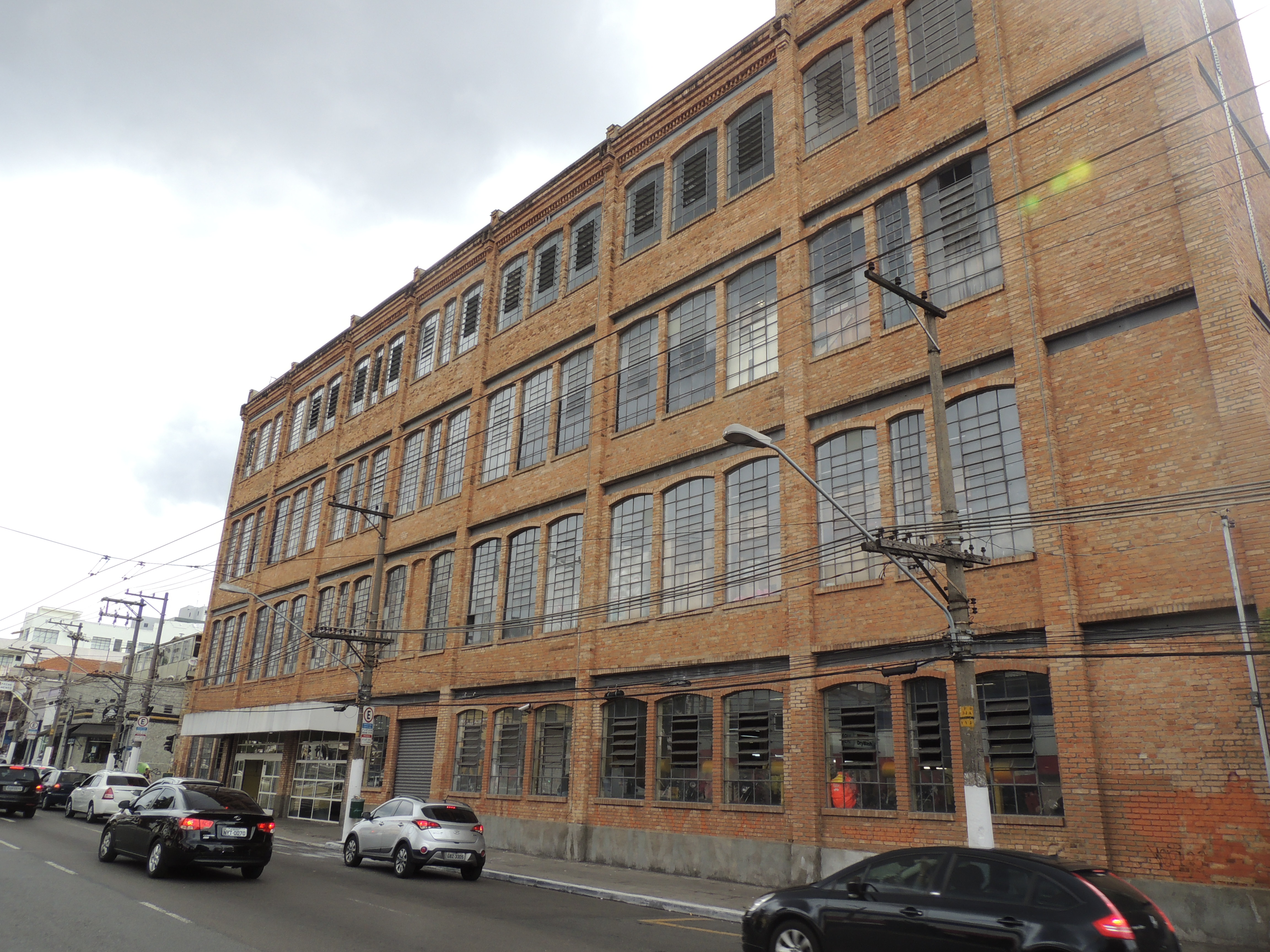
Face leste do prédio do Cotonifício Rodolfo Crespi, em São Paulo (SP), Brasil
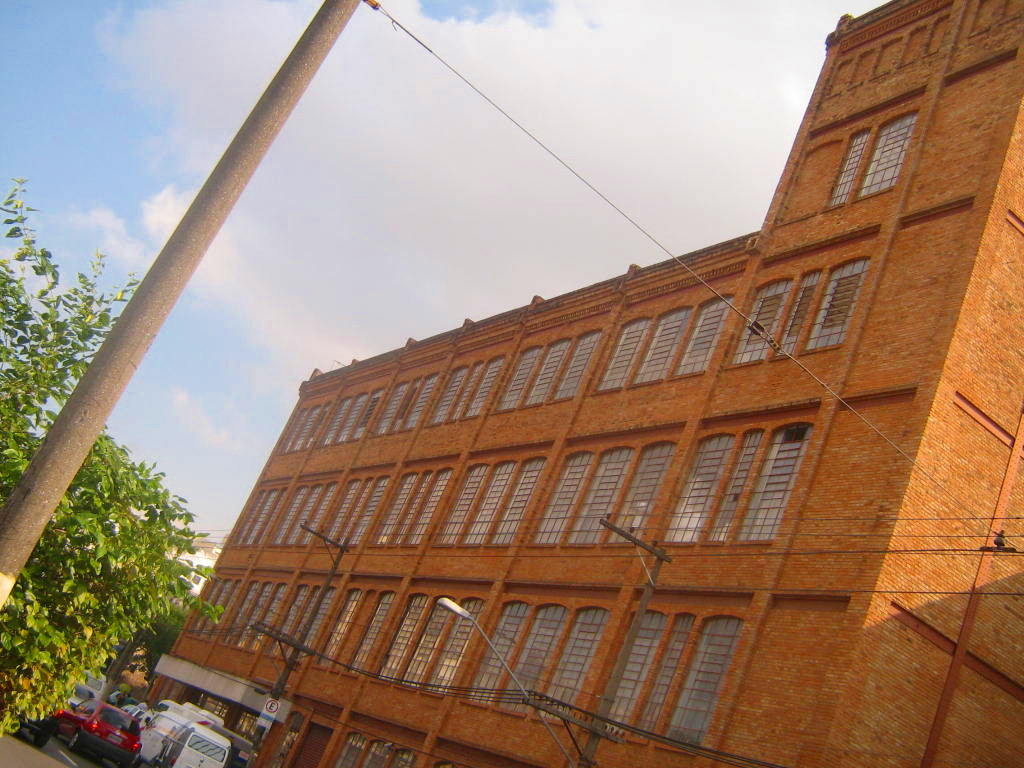
Face leste do prédio do Cotonifício Rodolfo Crespi, em São Paulo (SP), Brasil
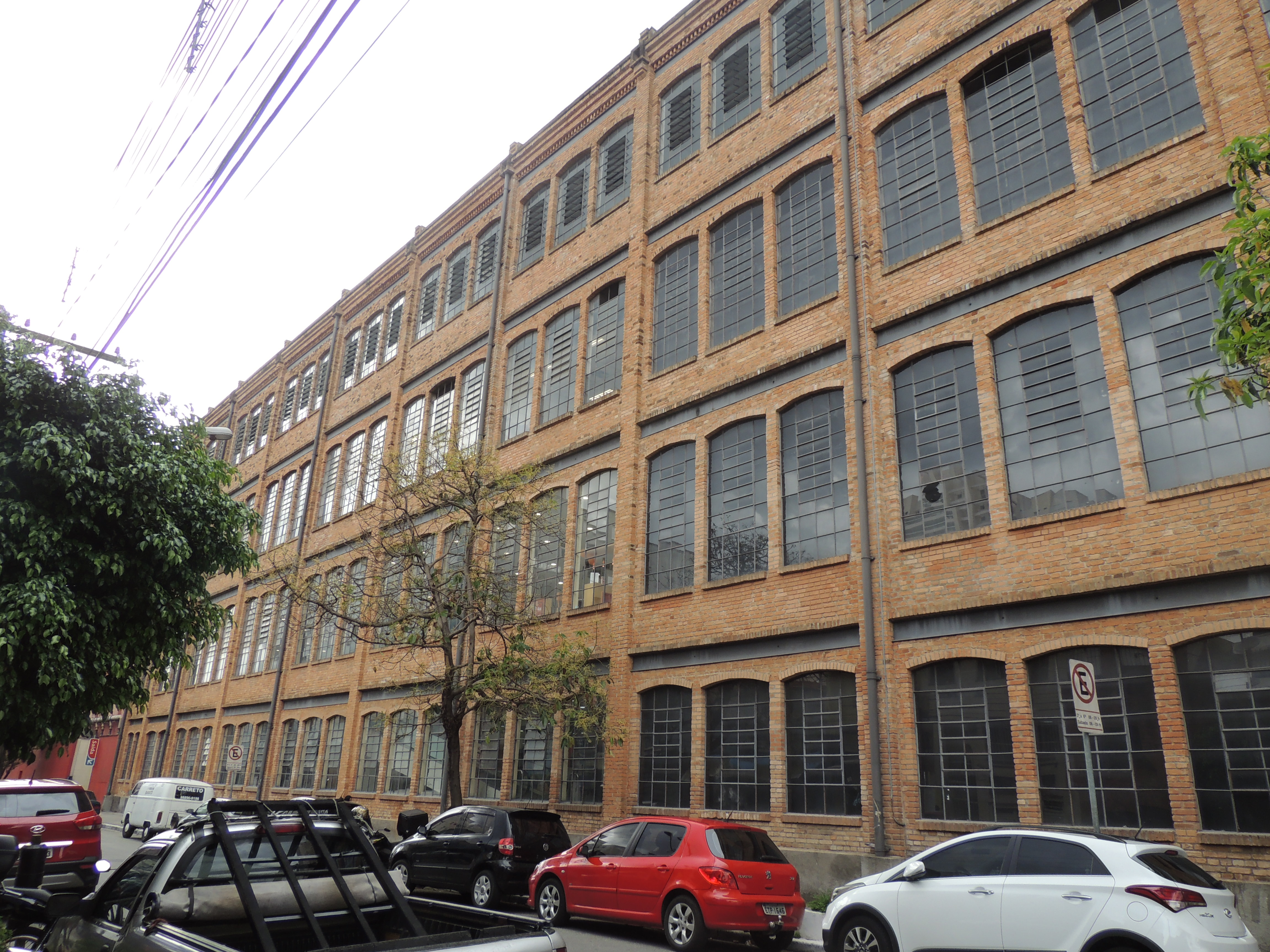
Face sul do prédio do Cotonifício Rodolfo Crespi, em São Paulo (SP), Brasil
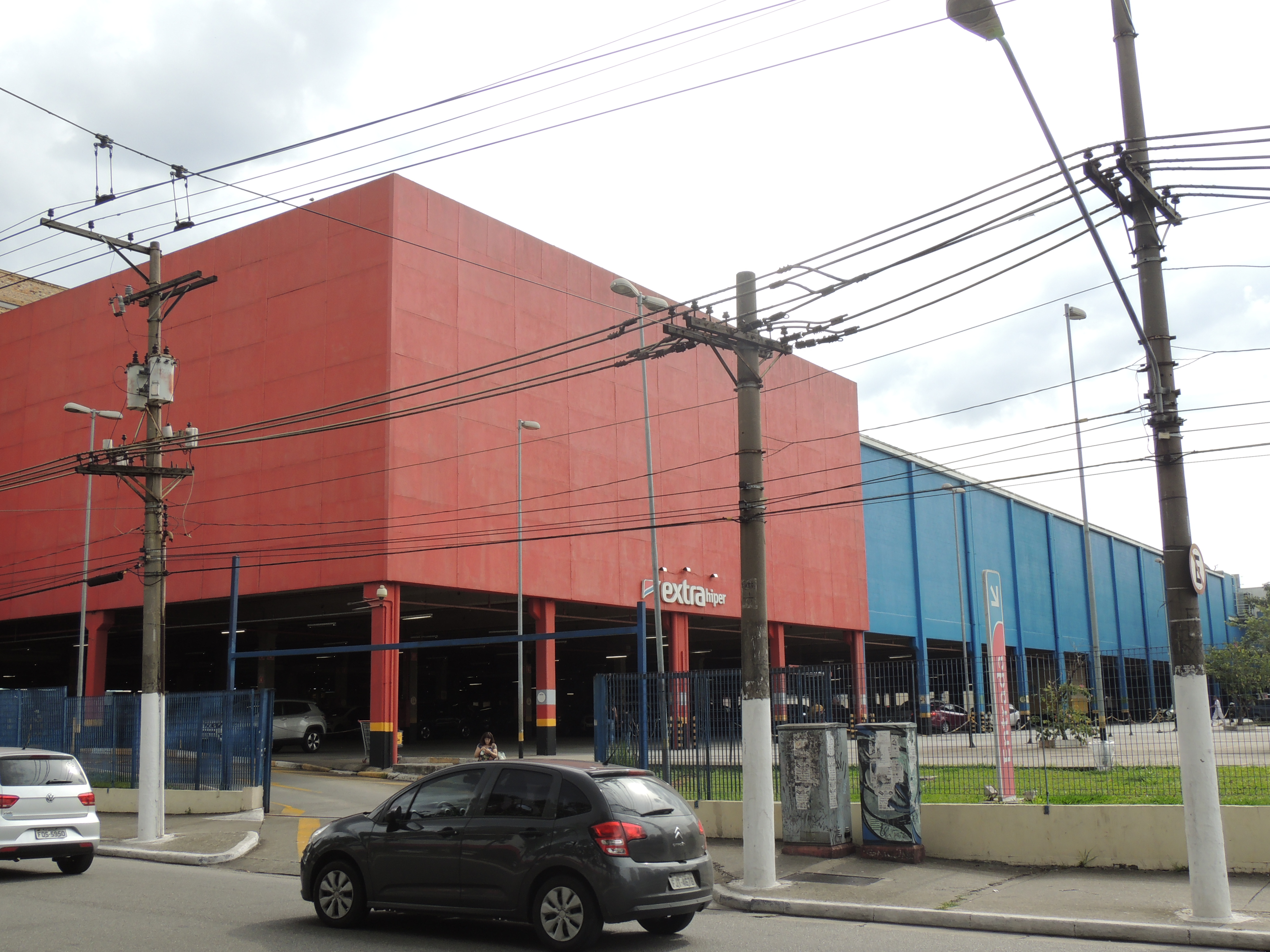
Face norte do prédio do Cotonifício Rodolfo Crespi, em São Paulo (SP), Brasil